# Stonsdorfer
Stonsdorfer je německý bylinný likér, hořkosladké ovocně trpké chuti. Vyrábí se ze šťáv borůvek, krkonošských bylin a koření, jakými jsou např. arnika, náprstník, libeček, máta či hořec. Obsahuje 32 % alkoholu. Recept na Echt Stonsdorfer je tajný, v roce 1810 jej vymyslel Christian Gottlieb Koerner, lihovarník a sládek původem z Paříže. Při sestavování receptu vycházel ze znalostí a zkušeností proslulých bylinkářů z Krummhübelu, kteří vyráběli léčivé přípravky a bylinné likéry už od 17. století. Za zmínku stojí i fakt, že toto místo bylo domovem mnoha pobělohorských exulantů, kteří se sběrem krkonošských léčivých bylin a výrobou léčivých přípravků také zabývali.
Slovo Stonsdorfer je druhovým pojmem a existuje velké množství výrobců, zejména ve východních státech Německa. Jako Echt Stonsdorfer může být označován jen likér vyrobený v Harksheide.